# Aaron McGruder
Aaron Vincent McGruder (29 de mayo de 1974, Chicago, Illinois, Estados Unidos) es un escritor, dibujante y productor estadounidense mejor conocido por crear The Boondocks, una tira cómica de Universal Press Syndicate y su adaptación en serie animada de televisión que se emitió desde 2005 hasta 2014.

## Biografía
Aaron Vincent McGruder nació en Chicago, Illinois. Cuando Aaron tenía seis años, su familia se mudó a Columbia, Maryland, después de que su padre aceptara un trabajo en la Junta Nacional de Seguridad del Transporte. McGruder tiene un hermano mayor.
McGruder asistió a la escuela jesuita Loyola Blakefield desde el séptimo hasta el noveno grado. Después de dos años dejó la escuela y se trasladó a la escuela secundaria pública Oakland Mills High School. En la Universidad de Maryland, se graduó con un título en Estudios Afroamericanos.

## Carrera

### The Boondocksy trabajos relacionados
The Boondocks comenzó en 1996 como un webcomic en Hitlist.com, uno de los primeros sitios web de música en línea. En ese momento, era DJ en The Soul Controllers Mix Show en WMUC . The Boondocks apareció brevemente como una tira cómica en el periódico The Diamondback de la Universidad de Maryland, durante el mandato de Jayson Blair como editor en jefe. McGruder firmó un acuerdo con Universal Press Syndicate y en abril de 1999, la tira comenzó a aparecer en 160 periódicos.
Los personajes principales de la tira cómica son dos hermanos afroamericanos jóvenes, Huey, llamado así por Huey P. Newton, y su hermano menor y aspirante a gánster, Riley, del centro de la Ciudad de Chicago, que se mudan a vivir con su abuelo en un tranquilo suburbio. En seis meses, la tira cómica se distribuyó a más de 200 publicaciones. Se han publicado cinco colecciones de The Boondocks : All The Rage, Public Enemy #2, A Right To Be Hostile, Fresh for '01: You Suckaz y Boondocks: Because I Know You Don't Read The Newspaper. Una adaptación de la tira en forma de serie animada de televisión tuvo éxito en Adult Swim de Cartoon Network.
En 2013, McGruder expresó su interés en filmar una película con el personaje secundario de la serie de televisión The Boondocks, Ruckus. Gary Anthony Williams repetiría su papel. McGruder estableció una meta de $200,000 para donaciones de startups en uncleruckusmovie.com entre el 30 de enero y el 1 de marzo de 2013, pero la campaña terminó con 2,667 patrocinadores y $129,963.
En marzo de 2014, The Boondocks fue revivida para una nueva temporada, pero sin la participación de McGruder como showrunner. El primer episodio de la cuarta temporada se emitió por primera vez el 21 de abril de 2014. En 2019, se anunció que se produciría una quinta temporada de The Boondocks con la participación de McGruder. El proyecto se canceló en febrero de 2022, pero Sony está buscando opciones alternativas para la serie.

### Otros trabajos
Entre sus otros proyectos se encuentran la serie de comedia de variedades Super Deluxe The Super Rumble Mix Show. McGruder también desarrolló Black Jesus (2014-2019), otra serie de comedia transmitida por Adult Swim, parte de Cartoon Network.
McGruder se ha convertido en un orador público sobre temas políticos y culturales. McGruder dijo en un discurso de apertura en 2002. en la conferencia H2K2 del 12 al 14 de julio de 2002 que creía que el presidente George W. Bush estaba involucrado en los ataques del 11 de septiembre:
Fuera del mundo de los locos y los teóricos de la conspiración y todo eso, muy pocas personas en la corriente principal han estado dispuestas a decir lo que estoy a punto de decir, es decir, que creo real y sinceramente que George W. Bush está involucrado de alguna manera, ya sea directa o indirectamente, en los ataques a la ciudad de Nueva York el 11 de septiembre.
Durante una recepción en 2003 organizada por The Nation , McGruder ofendió a los asistentes al expresar desafiantemente su apoyo a la candidatura presidencial de Ralph Nader en 2000. McGruder soportó abucheos y abandonos mientras defendía su compromiso con las causas de izquierda, incluyendo, según afirmó, llamar a Condoleezza Rice "asesina en masa" en su cara durante los NAACP Image Awards de 2002. En 2009, el periódico Palladium-Item de Richmond, Indiana, informó que McGruder le dijo a una audiencia del Día de Martin Luther King en el Earlham College local que el entonces presidente electo Barack Obama "no era negro". McGruder emitió una declaración insistiendo en que lo habían citado mal, al tiempo que mantenía que seguía siendo "cautelosamente pesimista" sobre la presidencia de Obama.
En 2004, junto con Reginald Hudlin , McGruder fue coautor de una novela gráfica, Birth of a Nation: A Comic Novel, sobre los afroamericanos en East St. Louis durante una elección. Las ilustraciones del libro fueron dibujadas por el dibujante Kyle Baker.
En 2005, para celebrar el Mes de la Historia Negra, McGruder fue invitado a dar una conferencia en la Universidad de Miami de Ohio.
En 2010, McGruder trabajó como guionista en el tratamiento final del largometraje Red Tails, estrenado a principios de 2012. Su historia está basada en los Tuskegee Airmen, un grupo de pilotos de combate afroamericanos durante la Segunda Guerra Mundial.
En agosto de 2017, se anunció que McGruder, junto con el productor Will Packer, desarrollará una serie para Amazon Video llamada Black America, basada en una historia alternativa, donde los estadounidenses negros emancipados reciben tres estados del sur como reparación por la esclavitud. Según se informa, el anuncio de la serie fue visto como una respuesta a la serie de historia alternativa en desarrollo de HBO, Confederate, cuya trama implica una historia en la que la Confederación ganó la Guerra Civil.

## Vida personal
En 2005 y en 2013, McGruder residía en Los Ángeles, California.

## Publicaciones
Libros y Historietas
- The Boondocks: Because I Know You Don't Read the Newspapers (2000)
- Fresh for '01... You Suckas! (2001)
- A Right to be Hostile: The Boondocks Treasury (2003)
- Birth of a Nation: A Comic Novel, with Reginald Hudlin. Illustrated by Kyle Baker (2004)
- Public Enemy #2: An All-New Boondocks Collection (2005)
- All the Rage: Boondocks Past and Present (2007)

## Filmografía

### Series de Televisión
- The Boondocks (2006 - 2014)
- Black Jesus (2014 - 2019)

### Películas
- Red Tails (2012)